# Тимглас, Катарина
Анна Катарина Тимглас (швед. Anna Katarina Timglas; 24 ноября 1985, Мальмё, Швеция) — шведская хоккеистка и хоккейный судья. Играла на позиции нападающего в шведских клубах «Лимхамн» и АИК. Игрок национальной сборной Швеции, в составе которой сыграла более 100 матчей. Серебряный призёр хоккейного турнира Зимних Олимпийских игр 2006. Двукратный бронзовый призёр чемпионатов мира (2005 и 2007). Двукратная чемпионка Швеции (2007 и 2009). В период с 2004 по 2008 год четырежды выигрывала Кубок европейских чемпионов в составе АИКа. Завершила игровую карьеру в 2010 году из-за травмы, начав работать главным судьёй. Обсуживала финал хоккейного турнира Зимних Олимпийских игр 2018. Автор редкого достижения, заключающегося в участии в двух финалах Олимпиады в качестве хоккеистки и судьи.

## Биография
Катарина Тимглас родилась в Мальмё. Заниматься хоккеем начала в возрасте пяти лет по примеру старшего брата (Андреас) и брата-близнеца (Стефан). С 2001 года Тимглас начала играть за клуб «Лимхамн» в первом дивизионе женского чемпионата Швеции. В сезоне 2002/03 Катарина дебютировала за сборную Швеции. В финальном раунде чемпионата 2004 года Тимглас забросила 4 шайбы и помогла «Лимхамн» выйти в финал, завершившийся победой соперника — клуба АИК. В сезоне 2004/05 она усиленно готовилась к домашнему чемпионату мира. На мировом первенстве шведская сборная впервые в своей истории вошла в тройку призёров, завоевав бронзовые медали. В конце 2004 года Катарина сыграла за свою новую команду АИК в победно завершившимся Кубке европейских чемпионов. Впоследствии она ещё трижды подряд становилась победителем Кубка. В сезоне 2005/06 Тимглас вошла в окончательный состав сборной Швеции для участия на Зимних Олимпийских играх 2006. Она забросила одну шайбу и помогла своей команде осуществить главную сенсацию турнира, заключающейся в выходе шведок в финал, где они проиграли сборной Канады.
В сезоне 2006/07 Тимглас стала чемпионкой Швеции в составе АИКа. В апреле 2007 года она вместе со сборной завоевала третью подряд медаль на крупных международных турнирах, завоевав «бронзу» чемпионата мира 2007. В следующе году Катарине предстояло играть в новой женской лиге — Рикссериен. АИК выиграл регулярный чемпионат, но проиграл в финале плей-офф «Сегельторпу» со счётом 2:5. Тимглас сыграла на чемпионате мира 2007, на котором сборная Швеции заняла 5-е место. В сезоне 2008/09 Катарина набрала 23 (10+13) результативных балла в 18-ти играх регулярного чемпионата. В плей-офф она помогла АИКу выиграть очередной чемпионский титул. Перед чемпионатом мира 2009 Тимглас была назначена ассистентом капитана сборной. Шведская сборная боролась за бронзовые медали, но проиграла в матче за 3-е место сборной Финляндии. В сезоне 2010/11 Катарине предстояло играть на Зимних Олимпийских играх 2010 в Ванкувере. Тимглас стала лидером турнира по количеству штрафных минут. В матче со сборной Канады она ударила по лицу защитника соперниц Меган Миккелсон. В проигранном матче за 3-е место против сборной Финляндии Катарина нанесла удар по маске вратарю Нооре Рятю. После завершения сезона 2010/11 она объявила о завершении карьеры из-за травмы.
После завершения карьеры, Тимглас решила стать хоккейным судьёй. В сезоне 2013/14 она судила матчи Универсиады 2013. В следующим сезоне Катарина вошла в список рефери на чемпионат мира 2015, проводимый в Мальмё. По ходу турнира она получила назначение на финальный матч. В 2017 году она судила финал юниорского чемпионата мира. В следующем году она впервые участвовала на Олимпиаде в качестве судьи. Во время соревнования стало известно, что Тимглас будет работать на финальном матче. Таким образом, шведка принимала участие в двух финалах Олимпийских игр, в качестве хоккеистки и игрока. В марте 2018 года, перед финалом женского чемпионата Швеции, на назначенную на матч Катарину была направлена критика со стороны главного тренера «Лулео» Фредрика Гладера. Он считал, что судья будет предвзят в решающем матче из-за своей дружбы со спортивным директором соперника «Линчёпинга» Ким Мартин Хассон. В 2020 году она приняла участие в акции Международной федерации хоккея на льду (ИИХФ), в которой известные хоккейные деятели записывали послания болельщикам во время пандемии COVID-19.

## Стиль игры
Катарина Тимглас характеризовалась отличным видением игры. Она могла полезно сыграть как в нападении, так и в защите. Недостатком являлась невысокая скорость хоккеистки.

## Статистика
| Легенда | Легенда                    | Легенда | Легенда                   | Легенда | Легенда    |
| ------- | -------------------------- | ------- | ------------------------- | ------- | ---------- |
| И       | Количество проведённых игр | Штр     | Штрафное время            | +/−     | Плюс-минус |
| Г       | Голы                       | П       | Голевые передачи          | О       | Очки       |
| -       | Статистика неизвестна      | —       | Статистика не учитывалась |         |            |

### Международная
По данным: Eurohockey.com и Eliteprospects.com

## Достижения
Командные
| Год                    | Команда | Достижение                                     | Достижение |
| ---------------------- | ------- | ---------------------------------------------- | ---------- |
| Клубные                |         |                                                |            |
| 2004                   | Лимхамн | Серебряный призёр чемпионата Швеции            |            |
| 2004, 2005, 2006, 2008 | АИК     | Победительница Кубка европейских чемпионов (4) |            |
| 2007, 2009             | АИК     | Чемпионка Швеции (2)                           |            |
| Международные          |         |                                                |            |
| 2005, 2007             | Швеция  | Бронзовый призёр чемпионата мира (2)           |            |
| 2006                   | Швеция  | Серебряный призёр Олимпийских игр              |            |

- По данным Eliteprospects.com.